# Avaux

Avaux este o comună în departamentul Ardennes din nordul Franței. În 1 ianuarie 2022 avea o populație de 511 de locuitori.